# С Новым годом! (фильм, 1973)
«С Новым годом!» (фр. La Bonne Année) — франко-итальянский кинофильм режиссёра Клода Лелуша, премьера которого состоялась в 1973 году. Криминальная комедия об ограблении ювелирного магазина немолодым преступником, который попутно влюбляется в хозяйку антикварной лавки. Фильм цветной, но часть сцен чёрно-белая, что в целом характерно для стилистики Лелуша. Также в нём используются несколько эпизодов из самой известной работы режиссёра — фильма «Мужчина и женщина».
Игра Лино Вентуры и Франсуазы Фабиан была удостоена на XXI международном фестивале в Сан-Себастьяне призов за лучшее исполнение мужской и женской ролей. В 1987 году режиссёром Джоном Эвилдсеном был снят американский ремейк фильма с Питером Фальком в главной роли.

## Сюжет
Декабрь 1966 года. Преступник «старой школы» Симон (Лино Вентура) вместе со своим сообщником Шарлем (Шарль Жерар) готовит то, что он описывает как «первое психологическое ограбление в истории бандитизма» — ограбление ювелирного магазина Van Cleef & Arpels в приморских Каннах. Шарль, осторожный и лишённый фантазии «медвежатник», сомневается в успехе их начинания. В ходе подготовки налёта на магазин Симон знакомится с владелицей соседней антикварной лавки — независимой Франсуазой (Франсуаза Фабиан) и влюбляется в неё. История романтических отношений обаятельного преступника и прелестной хозяйки антикварного магазина, а также события ограбления разворачиваются почти независимо. Тщательно подготовленный план операции не увенчался полным успехом: несмотря на то, что Шарлю удаётся скрыться с похищенными драгоценностями, Симон вынужден сдаться полиции, так как из-за особенностей охранной системы он оказался заперт в ювелирном магазине. За это преступление Симон получает десять лет заключения. Франсуаза узнаёт о том, что её возлюбленный является преступником со стажем, но не бросает его, а поселяется в его парижской квартире и навещает в тюрьме, где он вынужден отсидеть несколько лет. В это время во Франции происходит самая настоящая смена эпохи, сексуальная революция и женская эмансипация.
Перед наступлением 1973 года Симона досрочно выпускают из тюрьмы. Это связано с тем, что полиция надеется на то, что он выведет их на сообщника, у которого припрятаны украденные драгоценности. Симон понимает почему его выпустили: ему удаётся обмануть полицию и ускользнуть от слежки. Он встречается с Шарлем и получает от него дипломат, полный долларов. От своего друга и сообщника он узнаёт, что Франсуаза его любит, но у неё — «мужчины в юбке» — кто-то есть. Симон в аэропорту берёт билет в Рио-де-Жанейро, но Шарль уговаривает его остаться, уверяя, что Франсуаза именно та женщина, которая ему нужна. Симон отказывается, но всё-таки колеблется и в итоге звонит домой, говоря, что возвращается. Франсуаза прогоняет из квартиры любовника, встречает Симона и всячески демонстрирует свою любовь, однако он догадывается, что у неё был другой мужчина, но выслушав её, всё-таки прощает.

## В ролях
- Лино Вентура — Симон
- Франсуаза Фабиан — Франсуаза
- Шарль Жерар — Шарль
- Андре Фалькон — ювелир
- Клод Манн — Клод
- Жерар Сир — директор тюрьмы
- Сильвано Транкили — любовник Франсуазы
- Беттина Реймс — Николь
- Жорж Стаке — комиссар
- Гарри Уолтер — первый инспектор
- Эли Чоракки — Мишель Барбье
- Мишель Бертай — водитель такси

В одном из эпизодов, действие которого происходит на Новый год в клубе и куда после освобождения из тюрьмы приходит Симон, снялась певица Мирей Матье — это была её первая роль в художественном кино.

## История создания

### Предыстория
Мысль снять фильм о благородном преступнике пришла французскому режиссёру и продюсеру Клоду Лелушу в связи с автобиографическими мотивами. Дело в том, что его квартиру за несколько лет до этого ограбили, а взломщиков так и не нашли. Три года спустя на встречу к нему пришёл незнакомый мужчина и положил перед ним 30 000 франков. При этом он объяснил, что это компенсация за ограбление его квартиры: после того как взломщик счастливо избежал ареста, он дал себе клятву завязать с преступной жизнью. Так и произошло, бывший грабитель преуспел в жизни, в том числе при помощи вещей, украденных у режиссёра. После этого бывший вор занимался тем, что стал возвращать награбленное своим жертвам, в числе которых оказался и Лелуш. Эта история заинтересовала последнего, и он стал обдумывать замысел фильма, где захотел вывести персонажа со схожим характером.
На главную роль Лелуш пригласил актёра Лино Вентуру, воплощавшему как в жизни, так и на экране мужественный и благородный тип. До этого актёр снялся у Лелуша в комедии «Приключение — это приключение», после чего для обоих следующей работой и стал фильм «С Новым годом!». Несмотря на то, что критика встретила первый совместный фильм весьма сурово, у зрительской аудитории он имел большой успех, став самым большим со времён «Мужчины и женщины» — самой знаменитой картины режиссёра. Особенно остро отреагировали «левые» критики, поддерживавшие, в частности, режиссёров французской «новой волны», разрыв с которыми у Лелуша произошёл после событий 1968 года во Франции. Так, некоторые из них дошли до того, что обвиняли авантюрную комедию в реакционности и даже фашизме. По этому поводу режиссёр позже заметил: «В начале 70-х годов, когда законы диктует „левацкая“ интеллигенция, у меня не может быть смягчающих обстоятельств. Я виновен и осуждён».

### Создание
В новом фильме Лелуш хотел затронуть тему отношения сильного, настоящего мужского характера с набирающей силу женской эмансипацией, для представительниц которой такой тип, как у Вентуры — «настоящего мачо» —  представлял объект нападок. Однако поведение актёра в жизни не ограничивалось простой демонстрацией маскулинности, так как он, по мнению режиссёра, являлся образцом поведения по отношению к женщинам и супруге. С учётом сложных отношений между таким настоящим мужчиной и женщиной-феминисткой основную сюжетную линию Лелуш представлял себе следующим образом: 
История, которую я задумал снять, повествует о том, как один мужчина, готовящий вместе с сообщником вооружённое ограбление ювелирного магазина, знакомится с женщиной и влюбляется в неё. Их роман лишь начинается в тот момент, когда после провала ограбления мужчина оказывается в тюрьме, где ему предстоит провести долгие годы. У женщины будет много любовников. Это, как она скажет ему потом, её способ дождаться его. Иначе говоря, именно она ведёт себя «как мужик». Но, поняв, что с этим ничего не поделаешь, мужчина по выходе из тюрьмы прощает её.
Режиссёра заинтересовала возможность показать взаимоотношения между мужчинами и женщинами в эпоху смены гендерных ролей, при этом криминальная составляющая должна была послужить лишь поводом для раскрытия темы: «герою мужчине „нужно“ провести несколько лет в тюрьме, чтобы у его любимой женщины появилась возможность поступать так, как она хочет, не боясь осуждения». Лелуш также намеревался аргументировано показать, что такой мужчина как Вентура может понять неверную женщину. Однако актёр рассматривал своего героя и его отношения с возлюбленной с более консервативных позиций и не соглашался «простить» измену. Режиссёру стоило большого труда убедить его в правильности своей трактовки любви главных персонажей, пообещав, что решать вопрос о финале картины они будут в конце. «Если фильм удастся, тебе захочется её простить. Если же он будет неудачным, ты её не простишь», — уговаривал он Лино. Кроме того, аргументом в пользу участия Вентуры в фильме была криминально-авантюрная линия, явно заинтересовавшая актёра. Однако, была ещё одна проблема: актёр длительное время отказывался от участия в постельной сцене и согласился уже в самом конце съёмок, после того как его убедили, что она необходима. Таким образом дипломатические способности Лелуша принесли свои плоды: ему удалось убедить Вентуру сыграть в любовной сцене и примириться с предложенным режиссёром финалом. На роль главной героини была выбрана актриса Франсуаза Фабиан, которая по своим внешним данным и складу характеру соответствовала своей экранной тёзке. «Обладая женственностью такой впечатляющей, что она может сравниться лишь с её красотой, Франсуаза тем не менее, по-своему тоже переживает увлечение феминистскими бунтарскими идеями, она отстаивает передовые взгляды на отношения между мужчиной и женщиной», — писал Лелуш.
Музыку создал композитор Франсис Ле, с которым режиссёр, начиная с «Мужчины и женщины», работал около пятидесяти лет. Съёмки частично финансировались за счёт рекламы, в частности, средства поступили от компании Van Cleef & Arpels, магазин которой, по сюжету, грабят герои Вентуры и Жерара. Съёмки производились при помощи переносной камеры Arriflex, обладавшей кроме мобильности ещё и таким немаловажным достоинством как бесшумность записи. Это позволило снимать крупные планы синхронно, без переозвучивания, как это имело место ранее. Лелуш как значительное достоинство фильма отмечал, что он был снят вживую на съёмочной площадке. Ещё одним предметом его гордости было то, что ему удалось, как никогда ранее, удачно руководить актёрским ансамблем.

## Приём и критика
Премьера фильма прошла во Франции 13 апреля 1973 года, где его посмотрели более 1 300 000 зрителей (из них более 400 000 в Париже), что было значительно меньше, чем у его предыдущей работы — «Приключение это приключение». После просмотра фильма в 1973 году обозреватель The New York Times Винсент Кэнби писал, что он во многом похож на другие работы Лелуша, словно одно яйцо на другое. При этом, отмечая исполнителей главных ролей, он порицал французского режиссёра, имеющего значительные способности к комедии, за «бессмысленный» характер получившегося фильма. Критики отмечают, что он выполнен в слегка устаревшей, но очаровательно-ностальгической манере. Также некоторые критики к числу достоинств картины относят удачное соединение криминального жанра с «комедией и любовной историей».
Фильм был высоко оценён режиссёром Жан-Пьером Мельвилем, классиком криминального жанра. Он был близок к Лелушу, как в политическом плане, так и в творческом, в частности, во взглядах на «новую волну». Автор «С Новым годом!» писал про своего коллегу, что он является его старшим братом: он «всегда с трепетом следит за моей работой». Мельвиль назвал комедию шедевром и три раза подряд смотрел её в кинотеатре на дневном сеансе, чтобы понять как она была снята и высказать своё суждение Лелушу. Другим известным поклонником работы был классик американского кино Стэнли Кубрик, который признался в разговоре с французским режиссёром, что это один из пяти его самых любимых фильмов. Он неоднократно показывал его некоторым актёрам, задействованным в его проектах, в частности, Тому Крузу при съёмках «С широко закрытыми глазами».
В этой работе, как и в целом ряде других, Лелуш обращается к своему самому известному фильму — «Мужчина и женщина». Кадры из этого фильма демонстрируются на тюремном экране в самом начале криминальной комедии и в этом контексте носят иронический оттенок. Заключённые его освистывают и только Симон спокойно воспринимает происходящее: «восхитительно снятые кадры финальной встречи героев „Мужчины и женщины“ под ставшую шлягером мелодию Френсиса Лея». На этом эпизоде останавливался российский киновед Михаил Трофименков, по оценке которого, «смешной пролог» несколько уравновешивает «мегаломанию» режиссёра, решившего посредством истории о ограблении поквитаться с кругами интеллектуалов, с презрением относившихся к его творчеству. В этом отношении он приводит сцену в квартире Франсуазы, где Симон встречается с её друзьями и любовником. Они насмехаются над ним и его незнанием современного авторского кино: «Снобы из окружения Франсуазы глумятся над ним: „Как, вы не видели „Перед революцией“ Бертолуччи? Как, вы не читаете критику? Как же вы выбираете фильмы, которые стоит смотреть?“ Лелуш отвечает устами Вентуры: „Так же, как женщин — иду на риск“». По словам Трофименкова, у режиссёра не складываются отношения с «криминальным жанром: он слишком сентиментален, слишком хочет нравиться, чтобы освоить жестокую поэтику нуара». Кроме того, в упрёк ему критик ставил «фирменный формализм», не вызывающий у него ничего кроме раздражения: «чередование чёрно-белого и цветного изображений и игра со временем лишены любого смысла».
Игра Лино Вентуры и Франсуазы Фабиан удостоена на XXI международном фестивале в Сан-Себастьяне призов за лучшее исполнение мужской и женской ролей. Фильм получил испанскую Премию Святого Георгия как «Лучший иностранный фильм». В 1987 году режиссёром Джоном Эвилдсеном был снят американский ремейк фильма с Питером Фальком в главной роли грабителя Ника. В первой сцене в роли камео появился Лелуш, сыгравший нерасторопного пассажира поезда, у которого сообщник главного героя Чарли (Чарльз Дёрнинг) украл бумажник.